# Pia Lenz

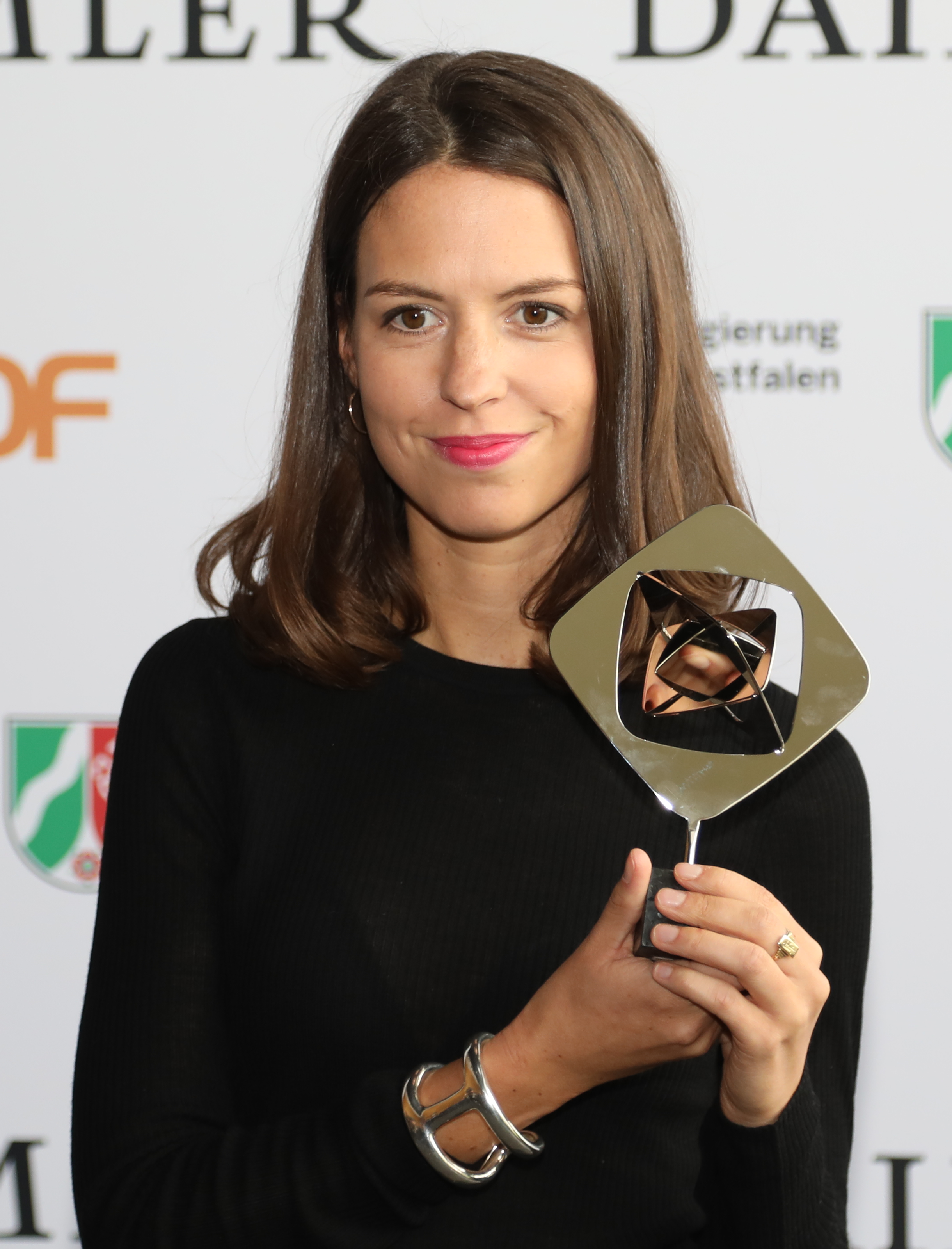
Pia Lenz erhält den Grimme-Preis 2018

Pia-Luisa Lenz (* 1986 in Herne) ist eine deutsche Dokumentarfilmerin und Journalistin.

## Leben und Wirken
Lenz wuchs im Ruhrgebiet auf. Nach ihrem Abitur studierte sie Journalistik, Sprachwissenschaft und BWL an der Technischen Universität in Dortmund mit einem Auslandsjahr in den USA. An der Hamburg Media School schloss sie einen Master ab. Als freie Mitarbeiterin war sie unter anderem für die Westdeutsche Allgemeine Zeitung (WAZ) sowie für Spiegel Online tätig. Lenz volontierte beim Norddeutschen Rundfunk und arbeitet seitdem als Autorin und Reporterin für die Redaktionen von Panorama (ARD/NDR). Sie dreht Dokumentarfilme für Kino und TV.
Der Dokumentarfilm Hudekamp – ein Heimatfilm (mit Co-Autor Christian von Brockhausen) wurde im November 2012 erstmals im NDR Fernsehen ausgestrahlt und wurde mit dem Deutschen Fernsehpreis 2013 sowie dem Deutschen Sozialpreis ausgezeichnet. Der Film handelt vom Leben in der Lübecker Hochhaussiedlung Hudekamp.
In ihrem Kinodebüt Alles gut (deutscher Kinostart im März 2017) erzählt die Autorenfilmerin vom Ankommen in Deutschland aus der Perspektive zweier Kindern aus Syrien und Mazedonien. Der Film wurde unter anderem zum Full Frame Documentary Film Festival in die USA eingeladen, lief im deutschen Wettbewerb beim Dokfest München und bei weiteren europäischen Dokumentarfilmfestivals. Alles gut wurde für den Preis der deutschen Filmkritik nominiert, der im Rahmen der Berlinale vergeben wird. Im Jahr 2018 wurde Lenz für Alles gut mit dem Grimme-Preis ausgezeichnet.
Am 9. November 2023 war der Kinostart für ihren Dokumentarfilm Für immer, der ein Hamburger Ehepaar fünf Jahre lang in seinem Alltag begleitete, dessen Beziehung trotz aller Widrigkeiten 70 Jahre lang hielt. Der NDR berichtete darüber, im Interview gab Lenz Hintergrundinformationen.

## Auszeichnungen (Auswahl)
- 2013: Deutscher Fernsehpreis – Hudekamp – ein Heimatfilm
- 2013: Deutscher Sozialpreis – Hudekamp – ein Heimatfilm
- 2015: Deutscher Wirtschaftsfilmpreis[4]
- 2016: Nominierung Prix Europa
- 2017: Herbert Quandt Medienpreis[5]
- 2018: Nominierung Preis der deutschen Filmkritik – Alles gut[6]
- 2018: Grimme-Preis – Alles gut – Ankommen in Deutschland[7]
- 2018: Grimme-Preis – mit Panorama für die G20-Berichterstattung[8]
- 2023: DOK.fest-München-Nominierung in der Kategorie VIKTOR DOK.deutsch für Für immer[9]